# 约翰·伊顿
约翰·亨利·伊顿（英語：John Henry Eaton，1790年6月18日—1856年11月17日），美国政治家，美国民主党人，曾任美国参议员（1818年－1829年）、美国战争部长（1829年－1831年）和佛罗里达领地总督（1834年－1836年）。
| 前任： 彼得·比尔·波特 | 美国战争部长 1829年－1831年 | 繼任： 刘易斯·卡斯 |